# Třebíč-Borovina (železniční zastávka)
Třebíč-Borovina je železniční zastávka na trati Brno–Jihlava v třebíčské místní části Borovině, asi dva kilometry na západ od železniční stanice Třebíč. Původně, do roku 1949 nesla název Řípov podle jiné blízké místní části Řípova, v jehož katastrálním území se zastávka nachází. Byla též nákladištěm.
Zastávka měla původně jen jednu nakládací kolej sloužící borovinské továrně. K ní později přibyly směrem k Třebíči další kusé koleje, jedna z nich byla při rozšiřování skladu EXICO prodloužena i krahulovským směrem.

## Dějiny
Železniční zastávka Třebíč-Borovina vznikla společně s tratí Brno–Jihlava v roce 1886. Původně, až do roku 1949, nesla označení Řípov (německy Ripau) podle obce (dnes části města Třebíče), na jejímž katastru se nachází. Na mapách třetího vojenského mapování je trať patrná společně s červeně vyznačenou budovou. Jedná se o stavbu, která se dochovala dodnes a nese č. p. 18 a č. o. 30. Z map je rovněž patrná cesta směřující podél budovy od jihu na sever, křížící železnici.
Z leteckých snímků z roku 1947 je patrné, že v místě křížení se nacházel v roce 1974 již neexistující železniční přejezd vybavený dřevěnými závorami.

### Požár a přelom století

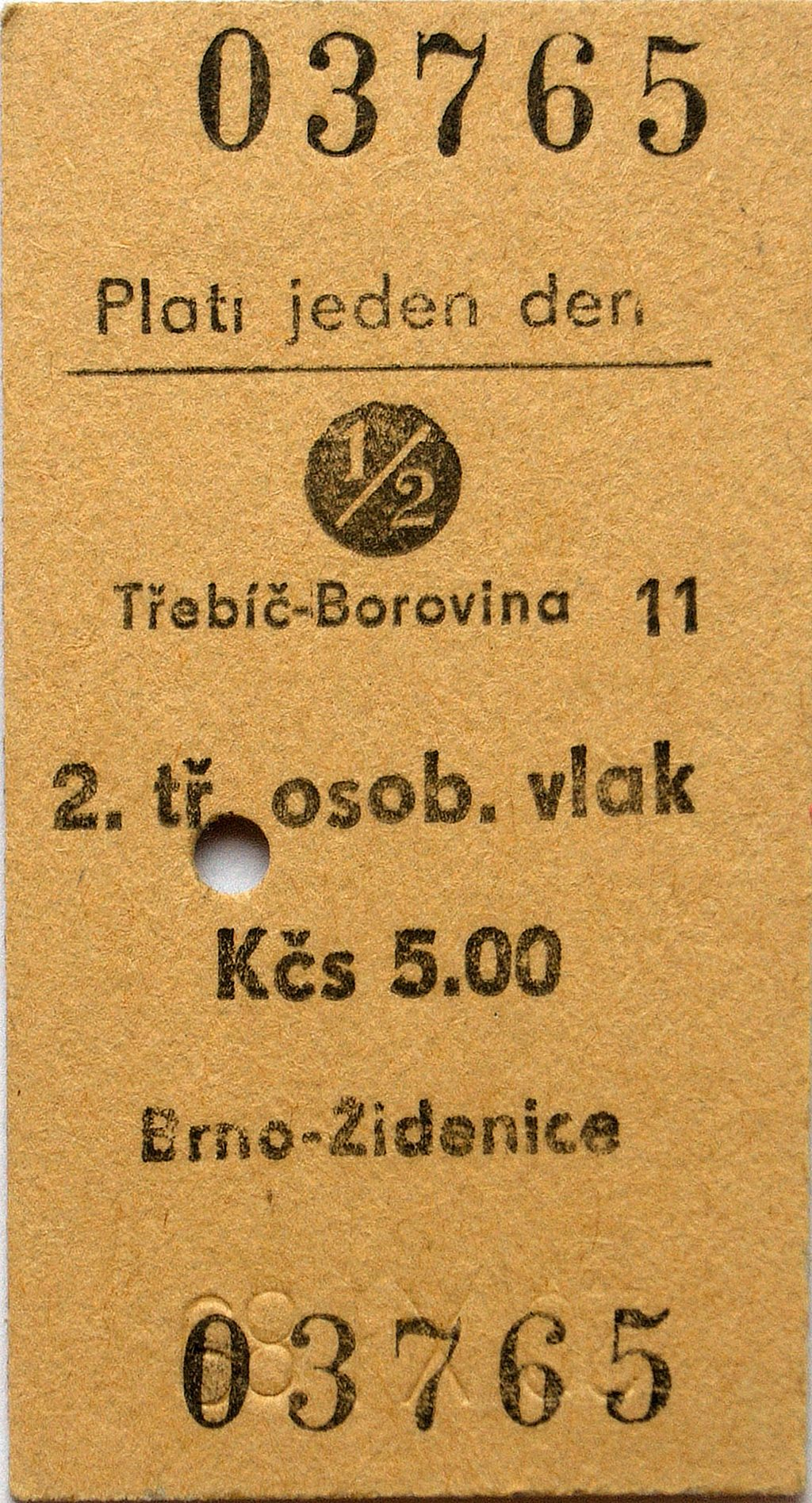
Lepenková jízdenka ze zastávky Třebíč-Borovina (č. 03765), vydaná 20. 11. 1989

Budova zastávky v prosinci 1991 vyhořela vinou žháře. Na její rekonstrukci se podílela společnost BOPO; znovuotevřena byla 30. června 1993. Následující dlouhé roky trval stav, kdy jeden pracovník zároveň obsluhoval bufet (v levém okénku), a jen 5 minut před pravidelným odjezdem vlaku přešel do výdejny jízdenek (pravé okénko). V malé „odbavovací hale“ byly stolky, které sloužily jak pro účely občerstvení, tak i pro čekání na vlak.[zdroj?]
Další místa k sezení byla v sousední místnosti, která sloužila jako čekárna. V té době byla tato zastávka obsazena téměř nepřetržitě, od rána do večera, sedm dní v týdnu.[zdroj?]

### Bufet a výdejna jízdenek
Ke dni 9. říjnu 2005 byla naposledy v provozu osobní pokladna i v pracovní dny večer i o víkendu. Od dalšího dne došlo k omezení provozní doby jen na pracovní den ráno a dopoledne. Ani takovýto stav však neměl dlouhého trvání a o rok později byla dle sdělení na vstupních dveřích zastávky „osobní pokladna dočasně uzavřena“ (v tu dobu byl uzavřen již i bufet). Tato „dočasnost“ se však stala trvalým opatřením, výdej jízdenek již nebyl obnoven. K uvedení příslušné značky u názvu zastávky v celostátním jízdním řádu však došlo až se začátkem platnosti JŘ 2007/2008.

### Rekonstrukce budovy z let 2008 a 2009
Po zrušení osobní pokladny a přilehlé hospody byla však značně poničena vandaly. Proto došlo k úpravám budovy zastávky. Na konci roku 2008 došlo k částečnému zazdění předního průčelí budovy, prostory pod střechou zůstávaly nadále přístupné. To se změnilo po dalších úpravách během jara roku 2009, kdy byl zazděn i prostor pod střechou.

### Rekonstrukce přejezdu na jaře 2013
Na přelomu května a června roku 2013 došlo k rozsáhlé rekonstrukci přejezdu křížící železnici se silnicí první třídy I/23 poblíž zastávky Třebíč-Borovina. Železniční přejezd ve své původní podobě byl již historickým unikátem. Jednalo se o přejezdové zařízení typu SSSR, které byly v době rekonstrukce v ČR pouze již čtyři v provozu. Vše bylo řízeno z technologického domečku pod větrným mlýnem. Technologický domek byl zbourán v souvislosti s rekonstrukcí obou borovinských přejezdů. Namísto původních výstražníků typu SSSR byl dosazen typ přejezdového zařízení AŽD 97 se zvonkem „umíráček“.[zdroj?]

## Poloha
Zastávka přiléhá k Řípovské ulici na jejím západním konci. Budova včetně kolejiště se nachází v katastrálním území i části města Řípov, hranice s částí města Borovina a současně s katastrálním územím Třebíč vede však těsně podél budovy a nástupiště z jižní strany.

## Popis
Zastávka Třebíč-Borovina je v současnosti tvořena kolejištěm o jedné koleji a k ní přiléhajícím nástupištěm o délce 130 metrů. (Během rekonstrukce na přelomu let 2016 a 2017 bylo mírně zkráceno.) Rozděleno je do dvou sektorů – A a B. Výška nástupní hrany je po rekonstrukci standardizovaných 4050 mm.[zdroj?] Povrch nástupiště je tvořen deskami umístěnými na betonových podpěrách a vysunutými směrem ke kolejišti. Zajištěna je tak bezbariérovost nástupiště a současně tato technologie umožňuje v případě průjezdu nadměrnějšího nákladu, či výměny železničního svršku, nástupiště rozebrat a rozšířit tak průjezdný profil.[zdroj?] Nástupiště je dále osazeno LED osvětlením na sloupech, na kterých je umístěno také zařízení pro hlášení příjezdů vlaků.
Součástí zastávky je čekárna, v současnosti eliminovaná na část původního zastřešeného prostoru budovy. Součástí jejího vybavení je dřevěná lavička. S nástupištěm ji po rekonstrukci spojují tři chodníky ze zámkové dlažby. Po rekonstrukci se nástupiště nachází výše než podlaha čekárny. Mezi chodníky oproti dřívějšímu stavu roste trávník. V čele budovy čekárny je na modrém plechu označení zastávky včetně směrů trati. (Označení v minulosti podsvícené.) Prostor před čekárnou osvětlují dvě lampy osazené LED umístěné po stranách budovy. Bývalé toalety slouží po rekonstrukci jako místnost se zabezpečovacím zařízením železnice.[zdroj?]
Směrem k přejezdu u křižovatky Řípovské a Pražské ulice jsou ze zastávky zbudovány schody na původní chodník. V druhé polovině roku 2017 byl ale cedulí vstup na tento chodník zakázán, z důvodu jeho stavu po rekonstrukci trati a současně faktu, že nebyl nikdy zkolaudován. Chodník je přesto nadále hojně využíván nejen k příchodu do zastávky, ale také jako spojnice sídliště Za Rybníkem s blízkou prodejnou Penny Market.[zdroj?]
Směrem k Řípovské ulici vede z obou stran budovy čekárny chodník. Ze strany ulice je také značka Příchod k vlakům'.'[zdroj?]
Za zadní stěnou budovy byly v roce 2017 vysazeny nové stromy jako náhrada za původní pokácené během rekonstrukce.[zdroj?]
Prostor bývalého nákladiště směrem k fotbalovému hřišti je v roce 2018 v majetku soukromé společnosti. Patrné jsou zde zbytky obou kolejí nákladiště. Přejezd přes ně na příjezdové cestě ke skladům a kuželně byl nahrazen asfaltovým povrchem. Bývalé nákladiště bývá v době konání fotbalových zápasů na sousedním stadionu využíváno jako parkoviště. Budova původně s technickým zázemím stáčírny mazutu přiléhající k nákladišti prošla před rokem 2017 rekonstrukcí a v roce 2018 je sídlem několika soukromých společností. V roce 2018 neexistuje již ani původní nákladová kolej ve směru na Jihlavu přiléhající k nákladové rampě bývalých obuvnických skladů. Kolejiště tak vede asi 2,5 metru od této rampy.[zdroj?]
Zastávka je na příjezdu u přejezdu na Pražské ulici a na příjezdu před skladišti ve směru na Jihlavu označena tabulemi na modrém podkladu s názvem zastávky. Obdobná tabule je umístěna v půlce nástupiště včetně vyznačení směrů trati.[zdroj?]

## Galerie

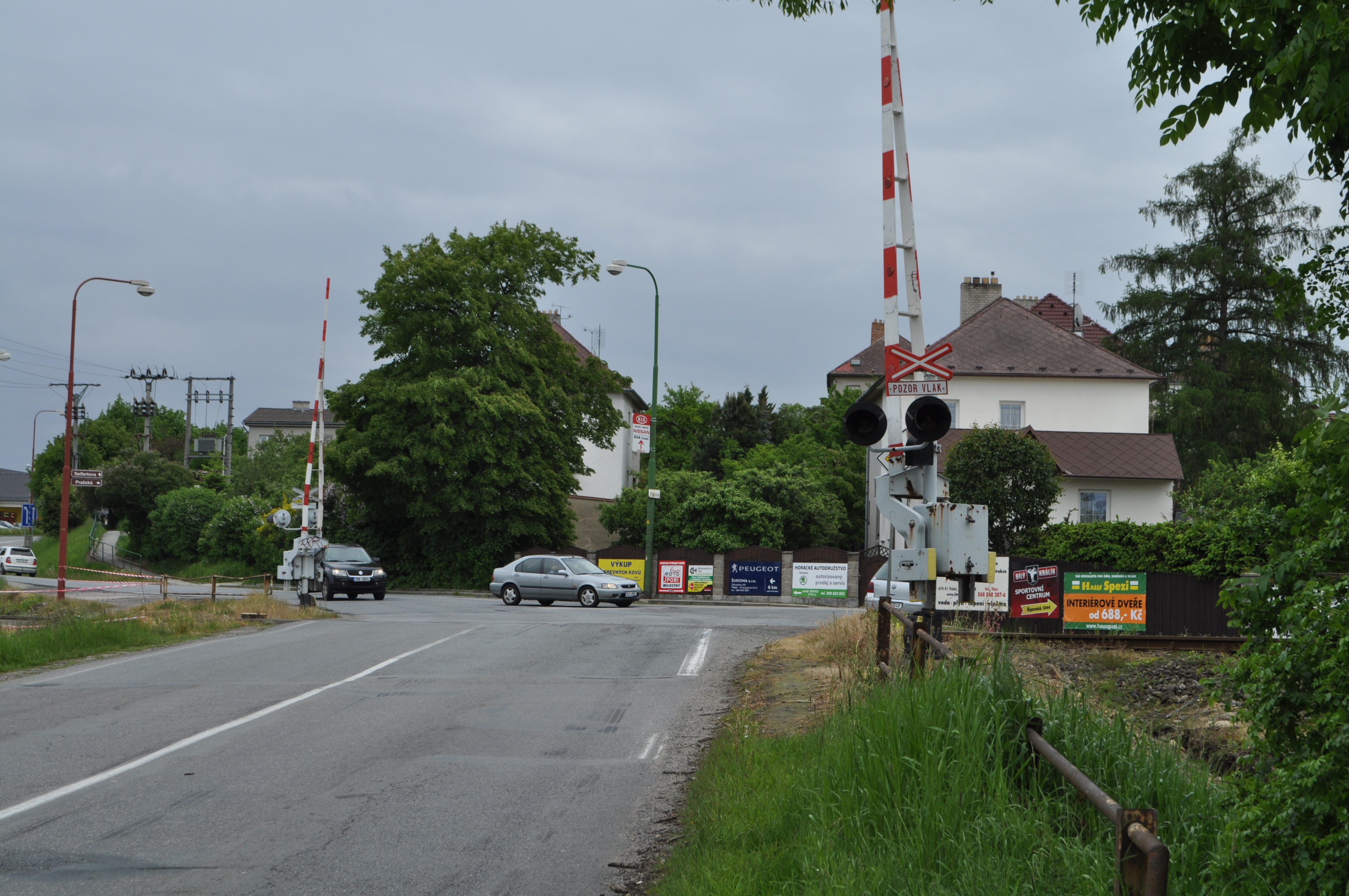
Přejezd typu SSSR v Třebíči - Borovině
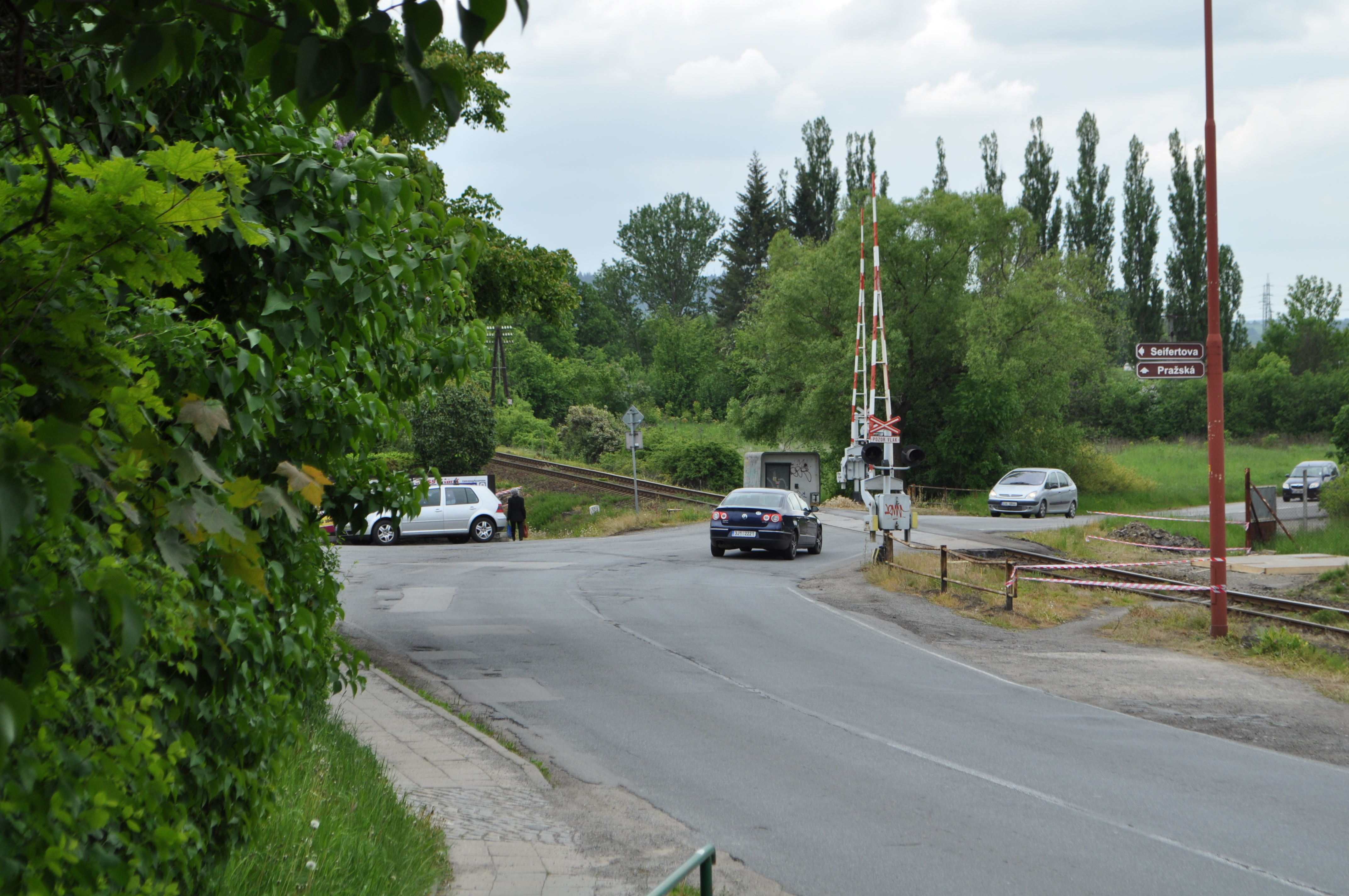
Třebíč - Borovina, přejezd typu SSSR
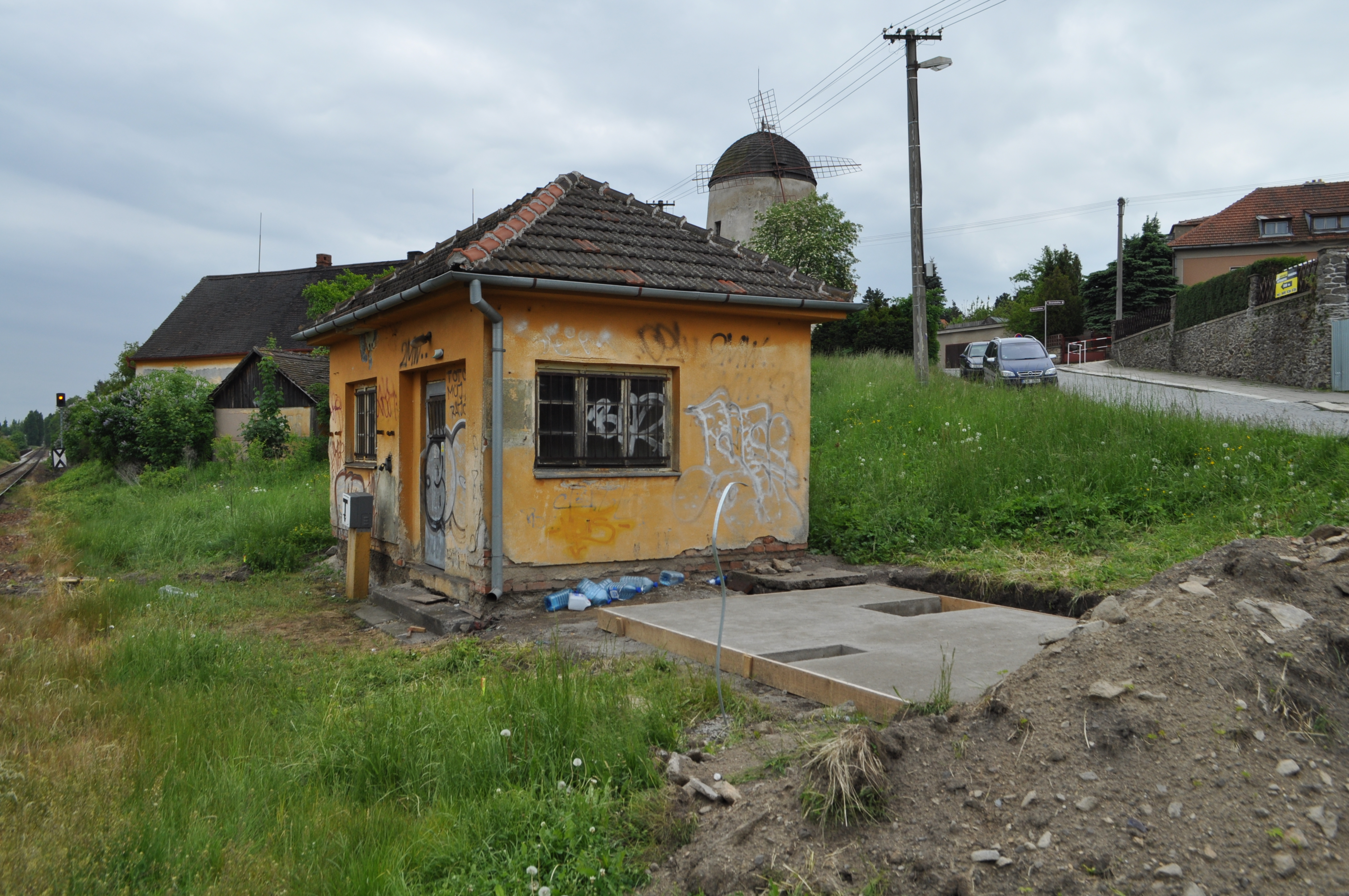
Technologický domeček pro obsluhu borovinských přejezdů
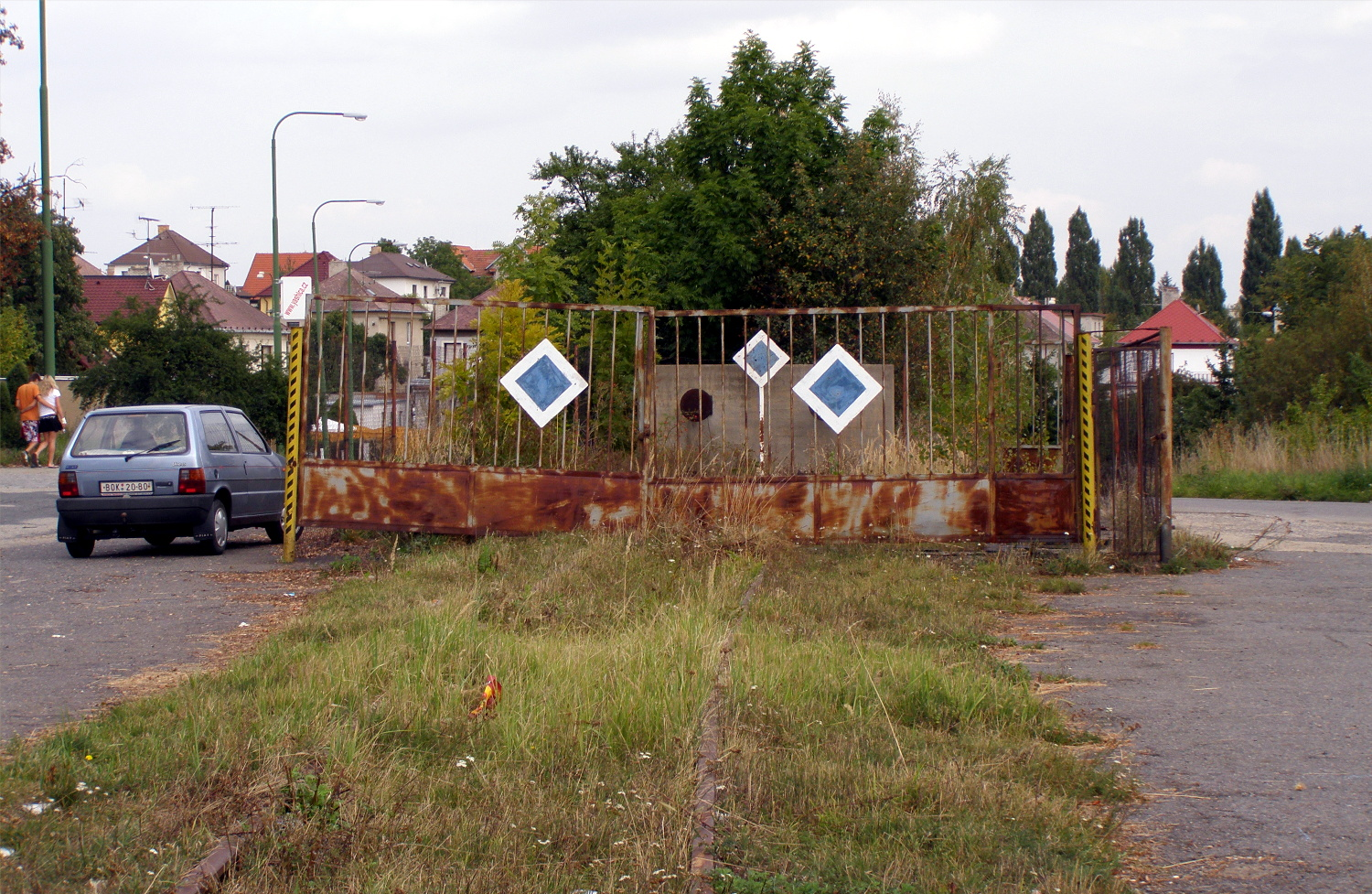
Nevyužívané odstavné stání borovinského nákladiště
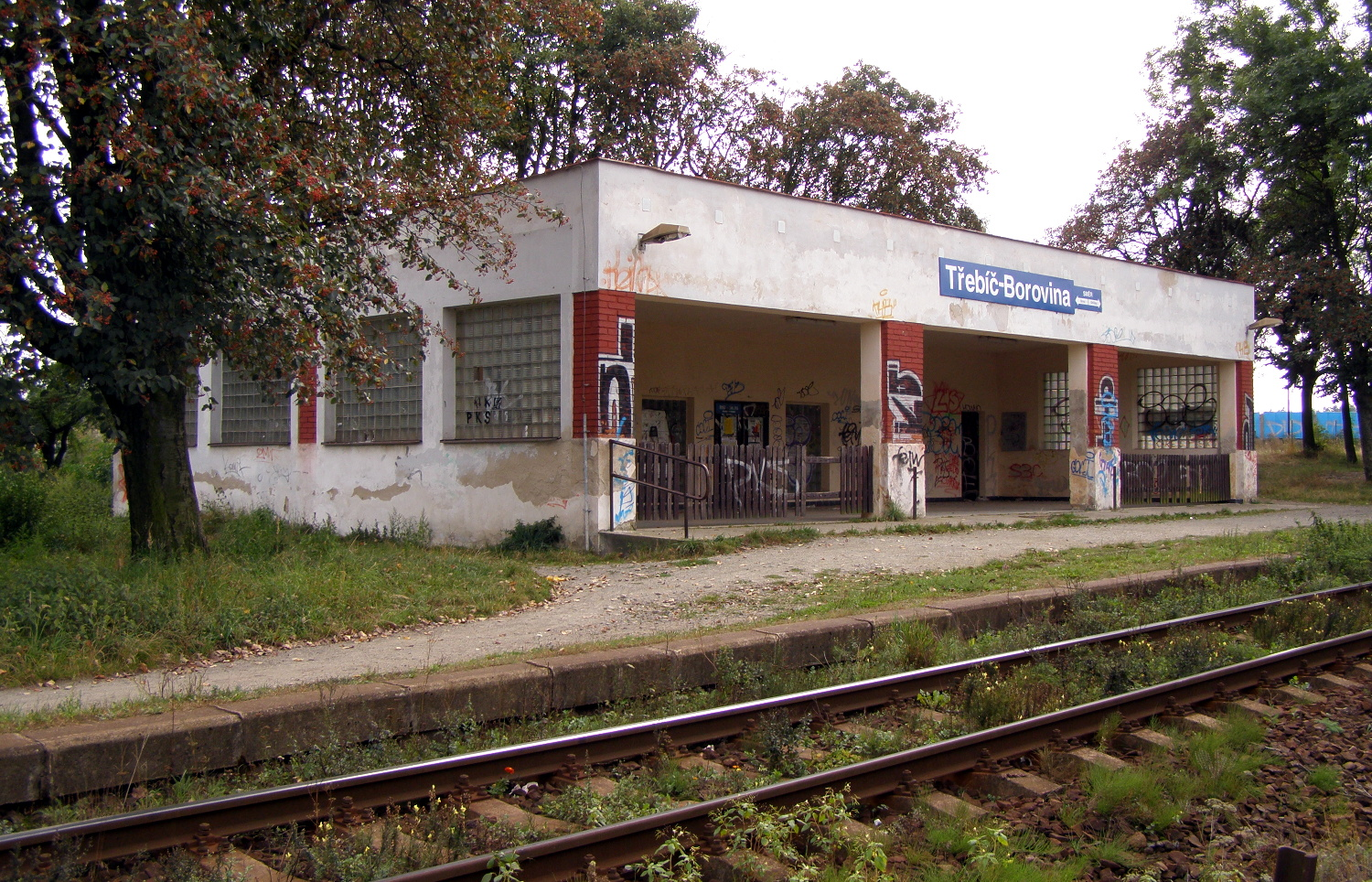
Zastávka Třebíč-Borovina